# Ajuga mollis
Ajuga mollis là một loài thực vật có hoa trong họ Hoa môi. Loài này được Gladkova mô tả khoa học đầu tiên năm 1974.